# Abborrtjärnen (Valbo-Ryrs socken, Dalsland)
Abborrtjärnen är en sjö i Munkedals kommun i Dalsland och ingår i Göta älvs huvudavrinningsområde.